# Mačkovac (żupania virowiticko-podrawska)
Mačkovac – wieś w Chorwacji, w żupanii virowiticko-podrawskiej, w gminie Voćin. W 2011 roku liczyła 47 mieszkańców.